# Carrulim
El carrulim (acrónimo de caña, ruda y limón)  o caña con ruda es una tradición enraizada originalmente en el Paraguay y extendida en algunos puntos del nordeste argentino donde se la conoce como «caña con ruda». La creencia dice que, cada 1 de agosto del año, hay que beber siete tragos en ayunas para obtener sus beneficios y espantar los espíritus malignos.

El 29 de julio de 2019, la Secretaría Nacional de Cultura (SNC Paraguay):
Declaró como Patrimonio Cultural Inmaterial al Carrulim, mezcla de caña, ruda y limón, brebaje tradicional del Paraguay. Sus prácticas sociales inherentes se transmiten de generación en generación y son realizadas cada 1 de agosto para purificar la sangre y atraer la buena suerte, en el ámbito de los conocimientos y usos relacionados con la naturaleza y el universo.”
La escritora argentina Julia Norma Catalano declara en su libro Caña con ruda: "Caña con ruda es un remedio ecológico, es un popular sortilegio de este tiempo. Circula como el rumor, seduce porque es el emergente de lo que la gente cree y autojustifica cada uno a su manera".

## Historia y tradiciones
La tradición de la caña con ruda tiene origen en los guaraníes. De acuerdo a los cronistas de Indias, en el mes de agosto de todos los años se producían grandes lluvias que junto al frío estacional, provocaban enfermedades epidemiológicas que llegaban incluso a diezmar las aldeas. Los nativos para combatir los males recurrían a sus chamanes que elaboraron un remedio consistente en mezclar hierbas con licores, del cual debía beberse un trago al comenzar la estación de las lluvias chaqueñas. Originalmente se utilizaban licores fabricados con chañar, patay, tunas o algarroba, a los que se les agregaba la contrayerba o hierbas medicinales. 
Con la llegada de los europeos los componentes se "modernizaron" hasta como lo conocemos hoy en día. Con la introducción del cultivo de caña para la fabricación de azúcar, en la época de la colonización española, se empezó a producir paralelamente el aguardiente de caña. A esto se le agrega la llegada de la ruda en América cuyas capacidades medicinales no pasaron desapercibidas utilizándose la ruda macho contra parásitos y malestares estomacales. También era usada para calmar el ardor y la irritación de picaduras de bichos y alimañas.
Luego el imaginario guaraní le fue adosando propiedades y virtudes tanto a la planta como a la bebida misma. De allí se derivó una creencia popular que considera a la ruda como un conjuro contra la envidia ajena y la mala suerte, por lo tanto, la bebida es considerada para «espantar los males del invierno».
Según la tradición, cada día 1 de agosto al levantarse y en ayuna se toma tragos de caña con ruda (tres o siete) para atraer la salud y la suerte y alejar los maleficios. La fecha coincide con el Día de la Pachamama, celebrado en algunos países.

## Cultura popular
- «Caña con ruda» es una canción de Tarragó Ros (1923-1978), conocido como El Rey del Chamamé.